# Brush Creek Township (Pennsylvanie)
Pour les articles homonymes, voir Brush Creek Township.
Brush Creek Township est un township situé à l'ouest du comté de Fulton, en Pennsylvanie, aux États-Unis,. En 2010, il comptait une population de 819 habitants.

## Démographie
Lors du recensement de 2010, le township comptait une population de 819 habitants. Elle est estimée, en 2018, à 714 habitants.

### Source de la traduction
- (en) Cet article est partiellement ou en totalité issu de l’article de Wikipédia en anglais intitulé « Brush Creek Township, Fulton County, Pennsylvania » (voir la liste des auteurs).